# 黑尔瑟
黑尔瑟是德国石勒苏益格－荷尔斯泰因州的一个市镇。总面积11.44平方公里，总人口974人，其中男性485人，女性489人（2011年12月31日），人口密度85人/平方公里。